# Hylemera fragilis
Hylemera fragilis är en fjärilsart som beskrevs av Butler 1879. Hylemera fragilis ingår i släktet Hylemera och familjen mätare. Inga underarter finns listade i Catalogue of Life.